# Aulnay-sur-Mauldre
Aulnay-sur-Mauldre ist eine französische Gemeinde mit 1.159 Einwohnern (Stand: 1. Januar 2022) im Département Yvelines in der Region Île-de-France. Sie gehört zum Arrondissement Mantes-la-Jolie und zum Kanton Aubergenville. Die Einwohner werden Aulnaysiens genannt. 

## Geographie
Aulnay-sur-Mauldre befindet sich etwa 37 Kilometer westnordwestlich von Paris an der Mauldre. Umgeben wird Aulnay-sur-Mauldre von den Nachbargemeinden Nézel im Norden, Aubergenville im Nordosten, Bazemont im Osten, Maule im Süden sowie La Falaise im Westen und Nordwesten.

## Bevölkerungsentwicklung
| Jahr                      | 1962 | 1968 | 1975 | 1982 | 1990 | 1999 | 2006 | 2013 |
| Einwohner                 | 541  | 521  | 585  | 959  | 1026 | 1105 | 1145 | 1154 |
| Quelle: Cassini und INSEE |      |      |      |      |      |      |      |      |

## Sehenswürdigkeiten

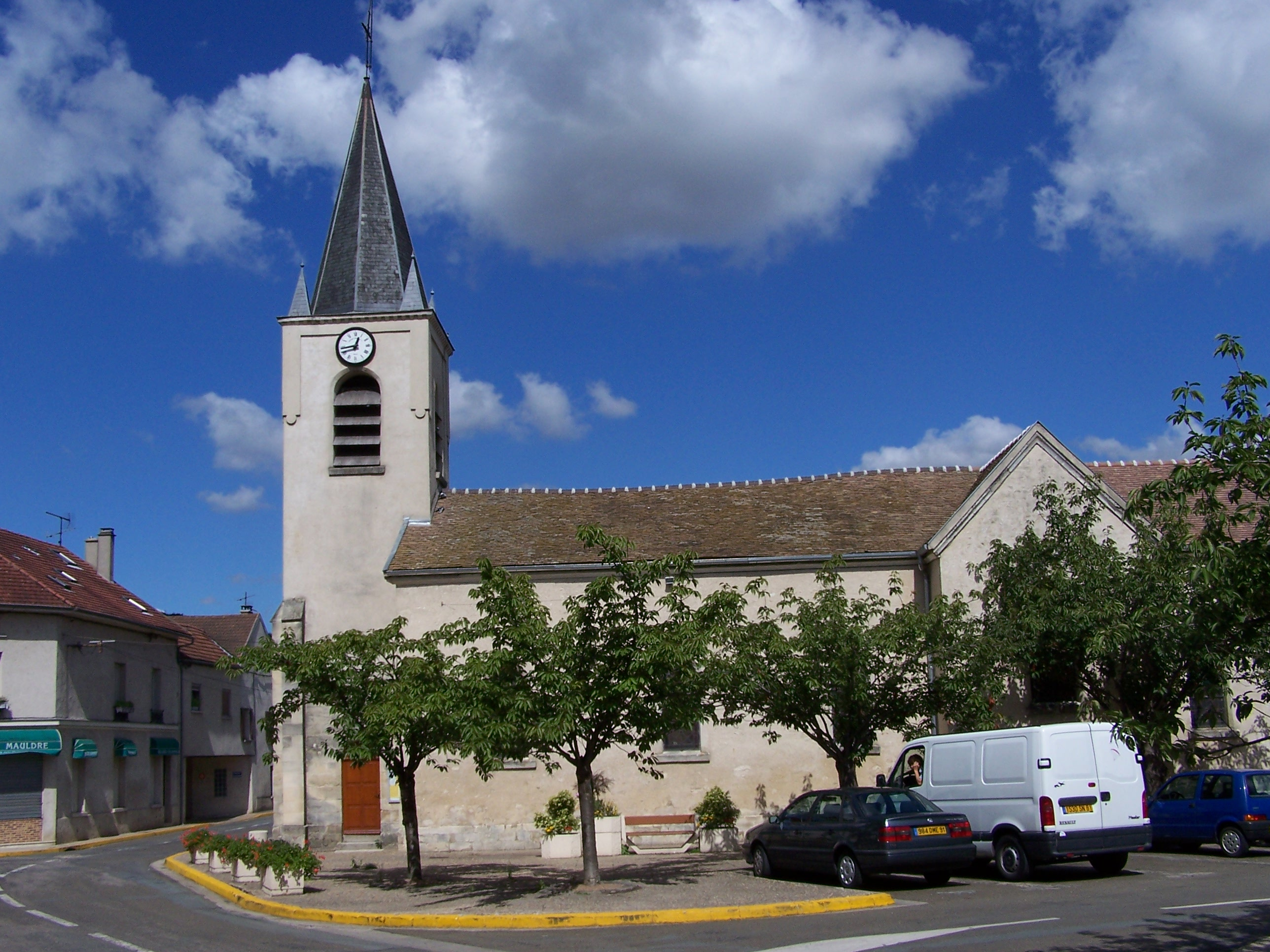
Kirche Saint-Étienne

- Kirche Saint-Étienne, 1856 erbaut